# Ивановское (Архангельская область)
Ивановское — село в Шенкурском районе Архангельской области, административный центр муниципального образования Верхопаденьгское сельское поселение.

## География
Село расположено в южной части Архангельской области, в таёжной зоне, в пределах северной части Русской равнины на левом берегу реки Паденьга (левый приток реки Ваги в бассейне Северной Двины), в 74 км юго-западнее районного центра Шенкурска.
Часовой пояс
Ивановское, как и вся Архангельская область, находится в часовой зоне МСК (московское время). Смещение применяемого времени относительно UTC составляет +3:00.

## Население
| 2002 | 2010 | 2012 |
| ---- | ---- | ---- |
| 75   | ↘57  | ↘49  |

## История
Верхнепаденгский Покровский приход существовал здесь как минимум с 1669 года, когда была построена первая церковь.
Указана в «Списке населённых мест по сведениям 1859 года» в составе Шенкурского уезда(1-го стана) Архангельской губернии под номером «2053» как «Ивановская». Насчитывала 11 дворов, 38 жителей мужского пола и 38 женского. Также в 0,5 версты от деревни находилось село «Покровское (Верхнепаденьгскiй погостъ)», указанное под номером «2051», в нём было две православных церкви, 7 дворов и 68 жителей (30 мужчин и 38 женщин).
В «Списке населенных мест Архангельской губернии к 1905 году» поселение указано как три населённых пункта: Ивановская подъ горой, Ивановская при Покровскомъ приходе и Ивановская (Шевелево за рекой), которые совокупно насчитывали 34 двора, 112 мужчин и 105 женщин. Здесь находилось волостное правление, школа и церковь. В административном отношении деревни входили в состав Верхопаденгского сельского общества Верхопаденгской волости.
В Верхнепаденгском Покровском приходе было две церкви: тёплая деревянная церковь во имя Покрова Божией Матери 1892 года постройки и холодная церковь во имя апостолов Петра и Павла, которая была построена в 1791 году. В качестве церковных древностей отмечалось Евангелие 1666 года. В настоящее время церкви разрушены.
На 1 мая 1922 года в поселении 33 двора, 73 мужчины и 88 женщин.

## Инфраструктура
В 2003 году в Ивановском открыт новый магазин Ровдинского сельпо.